# Махова
Махова (пол. Machowa) — село в Польщі, у гміні Пільзно Дембицького повіту Підкарпатського воєводства.
Населення — 776 осіб (2011).

## Демографія
Демографічна структура станом на 31 березня 2011 року:
|          | Загалом | Допрацездатний вік | Працездатний вік | Постпрацездатний вік |
| -------- | ------- | ------------------ | ---------------- | -------------------- |
| Чоловіки | 378     | 81                 | 255              | 42                   |
| Жінки    | 398     | 80                 | 227              | 91                   |
| Разом    | 776     | 161                | 482              | 133                  |